# Losser
Losser és un municipi de la província d'Overijssel, al centre-est dels Països Baixos. L'1 de gener de 2009 tenia 22.615 habitants repartits per una superfície de 99,64 km² (dels quals 0,74 km² corresponen a aigua). Limita al nord amb Dinkelland, a l'oest amb Oldenzaal, a l'est amb Bad Bentheim i al sud amb Enschede i Gronau

## Centres de població
Les dades de població són de 2004:

## Política

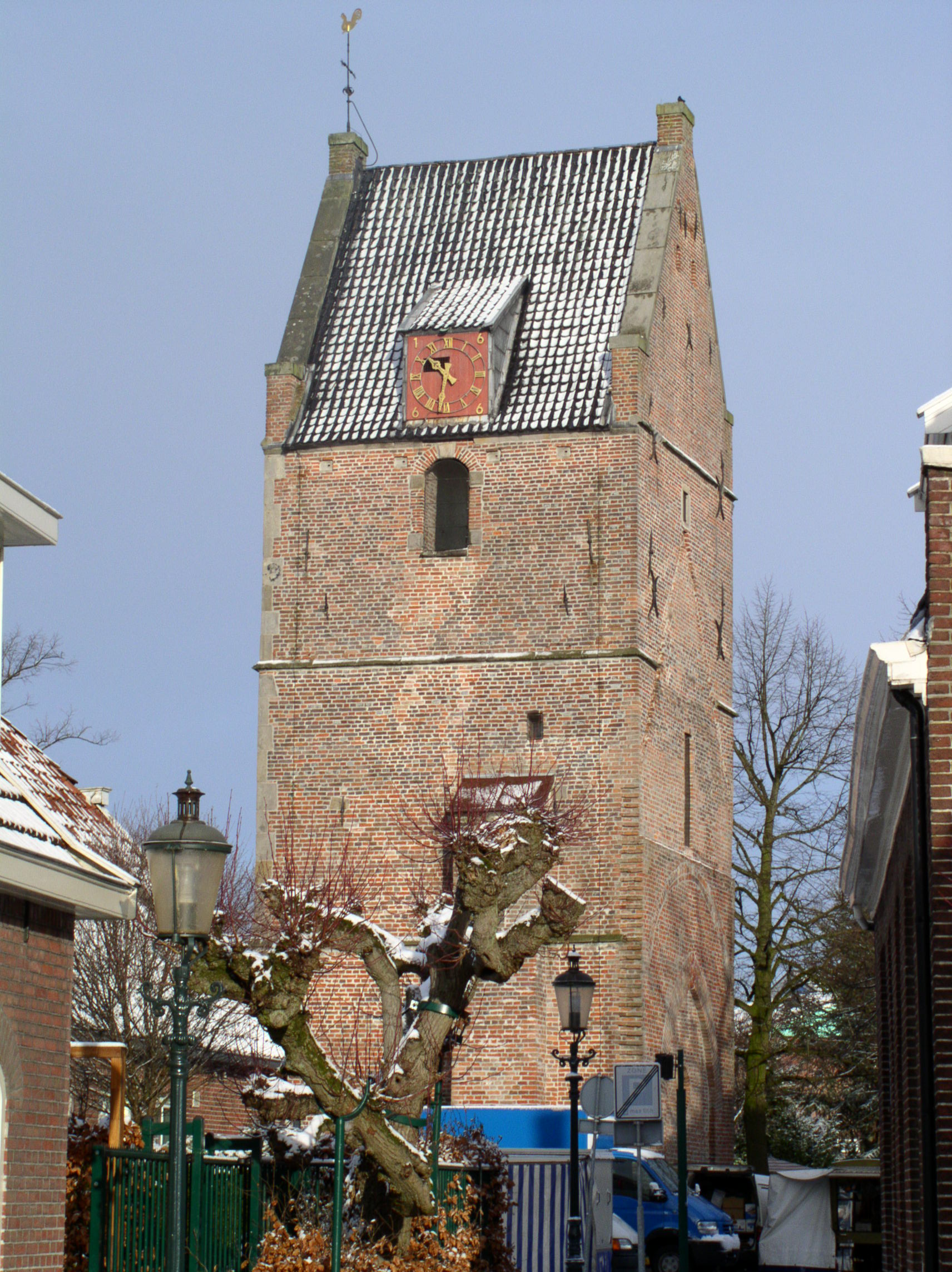
Torre de Martin

| Eleccions locals 2006              | Eleccions locals 2006 | Eleccions locals 2006 |
| ---------------------------------- | --------------------- | --------------------- |
| Partit                             | %                     | Regidors              |
| CDA                                | 29,8                  | 6                     |
| PvdA                               | 23,9                  | 5                     |
| Burgerforum                        | 17,0                  | 3                     |
| VVD                                | 14,7                  | 3                     |
| Sociaal Democraten Gemeente Losser | 10,1                  | 2                     |
| Total                              | 59,5                  | 19                    |

| Eleccions generals 2003 | Eleccions generals 2003 |
| ----------------------- | ----------------------- |
| Partit                  | %                       |
| CDA                     | 45,6                    |
| PvdA                    | 26,2                    |
| VVD                     | 13,4                    |
| SP                      | 4,4                     |
| LPF                     | 3,9                     |
| GroenLinks              | 3,0                     |
| D66                     | 2,3                     |
| ChristenUnie            | 0,4                     |
| SGP                     | 0,0                     |
| Participació            | 82,0                    |